# Ashley Wood
Pour les articles homonymes, voir Wood.
Compléments
Metal Gear Solid
Ashley Wood, né en 1971 à  Perth, est un illustrateur, dessinateur australien.

## Biographie
Wood est connu pour ses illustrations de couvertures de comics et des jeux vidéo.

## Œuvres
- Automatic Kafka 2000 (WildStorm)
- Sam & Twitch (Image Comics)
- Zombies Vs Robots
- Zombies vs Robots vs Amazons
- Popbot (IDW Publishing) et figurines
- Tank Girl
- Transformers: Generation (comics)
- Ghost Rider 2099 (1994 Marvel Comics)
- 30 jours de nuit
- Silent Hill (IDW Publishing)
- Sparrow (Books 0, 1 and 7)
- 48 Nudes
- 48 More Nudes
- 96 Nudes
- Fuck It 1, 2, 3
- Investigation (Éditions Caurette & 7174 Publishing, 2022-2024)
  - Investigation 1, 2022  (ISBN 978-2-38289-049-3)
  - Investigation 2, 2022  (ISBN 978-238289-0509)
  - Investigation 3, 2023  (ISBN 978-2-38289-080-6)
  - Investigation 4, 2024  (ISBN 978-2-38289-117-9)

## Jeux
- Contra: Shattered Soldier
- Metal Gear Solid
- Halo 3: ODST